# 格林布羅 (加利福尼亞州)
格林布羅（英語：Greenbrae）是位於美國加利福尼亞州馬林縣的一個非建制地區。該地的面積和人口皆未知。

## 地理
格林布羅的座標為37°56′55″N 122°31′29″W / 37.94861°N 122.52472°W，而該地的平均海拔高度為10米（即33英尺）。